# 八雲 (目黑區)
八雲（日语：／ Yakumo */?）是東京都目黑區的町名，已實施住居表示，現行行政地名為八雲一丁目至五丁目。2013年7月1日為止的人口有14,346人。面積為0.95平方公里。

## 地理
鄰目黑區自由之丘、中根、世田谷區深澤，駒澤奧林匹克公園東南方。

## 歷史
古時屬荏原郡衾村。1964年（昭和39年），衾町、宮前町、中根町、大原町、芳窪町各一部分合併成立。

### 地名由來
當地冰川神社所祭祀的素戔嗚尊，在出雲國與奇稻田姫尋找新住所時詠嘆「八雲立つ出雲八重垣妻ごみに八重垣つくるその八重垣を」（日本最早的和歌）。地名來自於以此和歌命名的八雲學校（現：八雲小學校）。

## 設施
- 目黑區立八雲小學校
- 目黑區立宮前小學校
- 八雲學園中學校、高等學校
- 東京都立櫻修館中等教育學校
- 目黑區民Campus
- 駒澤奧林匹克公園

## 備註
1. ↑  .   [2013-08-06]. （原始内容存档于2020-05-03）.
2. ↑  東京都総務局統計部人口統計課　編集、発行「東京都區市町村町丁別報告」平成17年国勢調査分，平成22年3月発行，P.260